# صدا (مسابقه تلویزیونی)
صدا (انگلیسی: The Voice) برنامهٔ بین‌المللی رقابت خوانندگی است که بر اساس برنامهٔ صدای هلند ساخته شده‌ است. این برنامه با انواع مختلفی نظیر د ویس کیدز، د ویس سینیور، د ویس جوانان، د ویس رپ در بسیاری از کشور‌های جهان ساخته شده‌است.

## در سراسر جهان

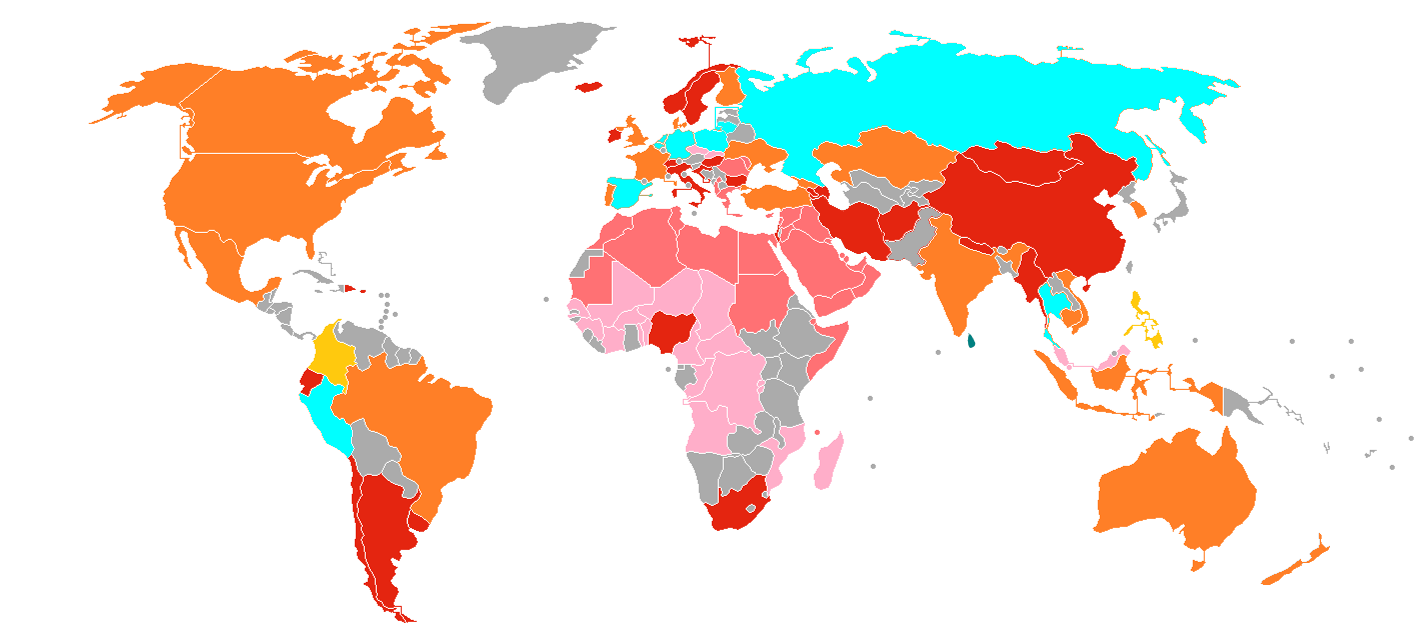
کشور های که از مسابقه د ویس پشتیبانی می کنند.
دارای نسخه عادی د ویس
علاوه بر نسخه عادی دارای د ویس جوانان
دارای نسخه عادی د ویس و د ویس کودکان
دارای نسخه عادی د ویس و د ویس کودکان و جوانان
دارای نسخه عادی د ویس و د ویس کودکان و د ویس سینیور
بخشی از نسخه منطقه ای یا چند ملیتی د ویس
بخشی از نسخه های منطقه ای یا چند ملیتی د ویس و د ویس کودکان
بخشی از نسخه های منطقه ای یا چند ملیتی د ویس و د ویس کودکان و د ویس سینیور
بخشی از نسخه های منطقه ای یا چند ملیتی د ویس، د ویس جوانان، د ویس کودکان، د ویس سینیور

مجموعا ۵۹۲ خواننده، برنده‌ انواع مسابقات صدا در ۶۵ کشور یا منطقه شده‌اند. به هر برنده یک قرارداد ضبط، یک جایزه‌ نقدی و لوحی به عنوان لوح صدای آن کشور داده می‌ شود. اولین برنده‌، بن ساندرز از صدای هلند بود. در اولین فصل، نسخه‌ی فارسی این برنامه با نام صدای برتر که در زمستان سال ۱۴۰۱ در شبکه ام بی سی پرشیا پخش شد، امین یحیی‌ زاده به عنوان برنده‌ی این مسابقه اعلام شد.

## برنامه صدا در کشور های دیگر
- صدای هلند
- صدای آلبانیا
- صدای آرژانتین
- صدای ارمنستان
- صدای برتر
- صدای آذربایجان

- صدای بلژیک
- صدای برزیل
- صدای کامبوج
- صدای کانادا
- صدای شیلی
- صدای چین
- آوای افغانستان
- صدای کلمبیا
- صدای اکوادور
- صدای فنلاند
- صدای گرجستان
- صدای آلمان
- صدای یونان
- صدای هند
- صدای اندونزی
- صدای ایرلند
- صدای اسرائیل
- صدای ایتالیا
- صدای مکزیک
- صدای مغولستان
- صدای نیجریه
- صدای پاکستان
- صدای فیلیپین
- صدای هلند
- صدای پرتغال
- صدای رومانی
- صدای کره
- صدای آفریقای جنوبی
- صدای تایلند
- اوسس ترکیه
- صدای بریتانیا
- صدای آمریکا
- صدای ویتنام

## صدای کودکان
صدای کودکان نسخه ای دیگر از این برنامه است که کودکان مجاز به شرکت در این برنامه هستند.
- صدای کودکان آلبانی
- The Voice Kids – أحلى صوت
- The Voice Kids (An Astráil)
- The Voice Kids (An Bhrasaíl)
- The Voice Kids (An Chóiré Theas)
- La Voz Kids (An Cholóim)
- Voice Junior (An Damhairg)
- The Voice Kids (An Fhionlainn)
- The Voice Kids (Flóndras)
- The Voice Kids (An Fhrainc)
- The Voice Kids (An Ísiltír)
- The Voice Kids (An Ghearmáin)
- La Voz Kids (Peiriú)
- The Voice Kids (An Phortaingéil)
- The Voice Kids (An Ríocht Aontaithe)
- ახალი საბავშო ხმა (An tSeoirsia)
- The Voice Kids (An tSín)
- La Voz Kids (An Spáinn)
- La Voz Kids (Stáit Aontaithe Mheiriceá)
- The Voice Kids (An Téalainn)
- اوسس کودکان ترکیه
- Голос. Діти (An Úcráin)
- Giọng hát Việt nhí (Vítneam)